# Lillgryt
Lillgryt är en sjö i Kinda kommun i Östergötland och ingår i Motala ströms huvudavrinningsområde. Sjön har en area på 0,0721 kvadratkilometer och ligger 142 meter över havet.

## Delavrinningsområde
Lillgryt ingår i det delavrinningsområde (643297-150947) som SMHI kallar för Utloppet av Björkern. Medelhöjden är 145 meter över havet och ytan är 46,29 kvadratkilometer. Räknas de 2 avrinningsområdena uppströms in blir den ackumulerade arean 80,94 kvadratkilometer. Vattendraget som avvattnar avrinningsområdet har biflödesordning 3, vilket innebär att vattnet flödar genom totalt 3 vattendrag innan det når havet efter 156 kilometer. Avrinningsområdet består mestadels av skog (77 procent). Avrinningsområdet har 6,65 kvadratkilometer vattenytor vilket ger det en sjöprocent på 14,4 procent.